# San Pedro de Mérida
San Pedro de Mérida község Spanyolországban, Badajoz tartományban. San Pedro de Mérida Guareña, Valverde de Mérida és Mérida községekkel határos. Lakosainak száma 861 fő (2024).

## Népesség
A település népessége az utóbbi években az alábbiak szerint változott:
| Lakosok száma | 815  | 804  | 842  | 880  | 881  | 853  | 860  | 843  | 852  | 861  |
|               | 2001 | 2004 | 2006 | 2009 | 2011 | 2014 | 2016 | 2019 | 2021 | 2024 |